# Кубок сезону 1986
П'ятий розіграш кубка сезону відбувся на Республіканському стадіоні у Києві 11 квітня 1986 року. У грі брали участь чемпіон і володар кубка — київське «Динамо» і фіналіст кубка СРСР — донецький «Шахтар».

## Претенденти
«Динамо» (Київ) — одинадцятиразовий чемпіон СРСР (1961, 1966, 1967, 1968, 1971, 1974, 1975, 1977, 1980, 1981, 1985), семииразовий володар кубка СРСР (1954, 1964, 1966, 1974, 1978, 1982, 1985), володар кубка володарів кубків (1975), володар суперкубка УЄФА (1975).
«Шахтар» (Донецьк) — чотириразовий володар кубка СРСР (1961, 1962, 1980, 1983).

## Деталі матчу
| 11 квітня 1986 |

| «Динамо» К                  | 2 – 2 | «Шахтар»                        |
| --------------------------- | ----- | ------------------------------- |
| Щербаков 73' Євтушенко 118' |       | 54' Соколовський 117' Кравченко |

| Республіканський стадіон (Київ) Глядачів: 65 300 Арбітр: Спірін (Москва) |

|                                             |       | Пенальті                                   |  |
| Дем'яненко · Балтача · Євтушенко · Яковенко | 3 — 1 | Морозов · Кравченко · Варнавський · Грачов |  |

| ДИНАМО               |                     |     |
|                      |                     |     |
| ВР                   | Віктор Чанов        |     |
| ПЗ                   | Іван Яремчук        |     |
| ЗХ                   | Сергій Балтача      |     |
| ЗХ                   | Олег Кузнецов       |     |
| ЗХ                   | Анатолій Дем'яненко |     |
| ПЗ                   | Василь Рац          |     |
| ПЗ                   | Павло Яковенко      |     |
| ЗХ                   | Андрій Баль         | 65' |
| ПЗ                   | Олександр Заваров   |     |
| НП                   | Ігор Бєланов        | 74' |
| НП                   | Олег Блохін         | 64' |
| Заміни:              |                     |     |
| НП                   | Олександр Щербаков  | 64' |
| ЗХ                   | Володимир Безсонов  | 65' |
| НП                   | Вадим Євтушенко     | 74' |
| Тренер:              |                     |     |
| Валерій Лобановський |                     |     |

| ШАХТАР         |                      |     |
|                |                      |     |
| ВР             | Сергій Золотницький  | 77' |
| ЗХ             | Олексій Варнавський  |     |
| ЗХ             | Олександр Сопко      |     |
| ЗХ             | Валерій Гошкодеря    |     |
| ЗХ             | Володимир Пархоменко |     |
| ПЗ             | Валерій Рудаков      |     |
| ПЗ             | Сергій Ященко        | 74' |
| ПЗ             | Михайло Соколовський | 85' |
| ПЗ             | Юрій Гуляєв          |     |
| ПЗ             | Олег Смолянинов      |     |
| НП             | Віктор Грачов        |     |
| Заміни:        |                      |     |
| НП             | Сергій Морозов       | 74' |
| ВР             | Володимир Гаврилов   | 77' |
| НП             | Сергій Кравченко     | 85' |
| Тренер:        |                      |     |
| Олег Базилевич |                      |     |